# Megadromus
Megadromus is een geslacht van kevers uit de familie van de loopkevers (Carabidae). De wetenschappelijke naam van het geslacht is voor het eerst geldig gepubliceerd in 1865 door Motschulsky.

## Soorten
Het geslacht Megadromus omvat de volgende soorten:
- Megadromus alternus (Broun, 1886)
- Megadromus antarcticus (Chaudoir, 1865)
- Megadromus asperatus (Broun, 1886)
- Megadromus bucolicus (Broun, 1903)
- Megadromus bullatus (Broun, 1915)
- Megadromus capito (White, 1846)
- Megadromus compressus (Sharp, 1886)
- Megadromus curtulus (Broun, 1884)
- Megadromus enysi (Broun, 1882)
- Megadromus fultoni (Broun, 1882)
- Megadromus guerinii (Chaudoir, 1865)
- Megadromus haplopus (Broun, 1893)
- Megadromus lobipes (Bates, 1878)
- Megadromus memes (Broun, 1903)
- Megadromus meritus (Broun, 1884)
- Megadromus rectalis (Broun, 1881)
- Megadromus rectangulus (Chaudoir, 1865)
- Megadromus sandageri (Broun, 1893)
- Megadromus temukensis (Bates, 1878)
- Megadromus turgidiceps (Broun, 1908)
- Megadromus vagans (Broun, 1886)
- Megadromus vigil (White, 1846)
- Megadromus virens (Broun, 1886)
- Megadromus wallacei (Broun, 1912)